# Vicariat apostòlic de Luang Prabang
El vicariat apostòlic de Luang Prabang (laosià: ອັກຄະສາວົກແທນຂອງແຂວງຫລວງພະບາງ'; llatí: Vicariatus Apostolicus Luangensis Prabangensis) és una seu de l'Església catòlica als Laos, immediatament subjecta a la Santa Seu. Al 2017 tenia 2.800 batejats d'un total de 1.661.500 habitants. La seu es troba vacant des del 1975.

## Territori
El vicariat apostòlic comprèn sis Províncies de Louangphabang, Xaignabouli, Oudomxai, Phongsali, Louang Namtha i Bokeo.
La seu del vicariat és la ciutat de Luang Prabang, tot i que no té catedral, car l'antiga catedral de la Immaculada Concepció de Luang Prabang va ser secularitzada.
El territori s'estén sobre 80.425 km² i està dividit en 10 parròquies.

## Història
El vicariat apostòlic de Luang Prabang va ser erigit l'1 de març de 1963 mitjançant la butlla Ex quo Christus del papa Joan XXIII, prenent el territori del vicariat apostòlic de Vientiane.
Quan el 1975 els comunistes del Pathet Lao van prendre el poder a Laos després de la guerra civil, l'Església catòlica al vicariat de Luang Prabag va patir una dura repressió. De les tres esglésies existents a Luang Prabang el 1975 una havia estat destruïda, l'altra transformada en una estació de policia i la tercera eren habitacions. La Santa Seu, per tant, no ha tornat a nomenat un vicari, sinó un administrador apostòlic, al qual, però, el govern només li permet viatjar a dues de les sis províncies de la circumscripció (Luang Prabang i Xaignabouli), i ha de residir a Vientiane, no sent-li permès residir permanentment al nord.
Durant els darrers quinze anys la situació aparentment ha millorat: el 2003 es va permetre a l'Església de comprar un terreny per construir la residència del vicariat i el 2005 va ser consagrada a Ban Pong Vang (Xaignabouli) la primera església construïda des del 1975.

## Cronologia episcopal
- Lionello Berti, O.M.I. † (1 de març de 1963 - 24 de febrer de 1968 mort)
- Alessandro Staccioli, O.M.I. (26 de setembre de 1968 - 29 de novembre de 1975 nomenat bisbe auxiliar de Siena)
  - Thomas Nantha † (29 de novembre de 1975 - 7 d'abril de 1984 mort) (administrador apostòlic)
  - Jean Khamsé Vithavong, O.M.I. (1984 - 16 de febrer de 1999 jubilat) (administrador apostòlic)
  - Tito Banchong Thopanhong, dal 16 de febrer de 1999 (administrador apostòlic)

## Estadístiques
A finals del 2017, el vicariat apostòlic tenia 2.800 batejats sobre una població de 1.661.500 persones, equivalent al 0,2% del total.
| any  | població | població  | població | sacerdots | sacerdots       | sacerdots       | sacerdots             | diàques | religiosos | religiosos | parroquies |
| ---- | -------- | --------- | -------- | --------- | --------------- | --------------- | --------------------- | ------- | ---------- | ---------- | ---------- |
| any  | batejats | total     | %        | total     | clergat secular | clergat regular | batejats por sacerdot | diàques | homes      | dones      |            |
| 1969 | 1.334    | 508.500   | 0,3      | 21        |                 | 21              | 63                    |         | 24         | 7          |            |
| 1974 | 1.750    | 868.000   | 0,2      | 26        | 1               | 25              | 67                    |         | 29         | 11         |            |
| 1994 | 2.500    | 1.112.000 | 0,2      | 2         | 2               |                 | 1.250                 | 1       | 1          |            |            |
| 2000 | 2.500    | 1.248.690 | 0,2      | 1         | 1               |                 | 2.500                 |         |            |            | 6          |
| 2001 | 2.560    | 1.281.000 | 0,2      | 1         | 1               |                 | 2.560                 |         |            |            | 6          |
| 2002 | 2.560    | 1.248.690 | 0,2      | 1         | 1               |                 | 2.560                 |         |            |            | 6          |
| 2003 | 2.560    | 1.248.690 | 0,2      |           |                 |                 |                       |         |            |            | 6          |
| 2004 | 2.560    | 1.248.690 | 0,2      |           |                 |                 |                       |         |            |            | 6          |
| 2005 | 2.560    | 1.248.690 | 0,2      |           |                 |                 |                       |         |            |            | 6          |
| 2010 | 2.410    | 1.467.154 | 0,2      |           |                 |                 |                       |         |            |            | 6          |
| 2014 | 2.693    | 1.692.000 | 0,2      | 1         | 1               |                 | 2.693                 |         |            |            | 8          |
| 2017 | 2.800    | 1.661.500 | 0,2      | 4         | 4               |                 | 700                   |         |            | 3          | 10         |